# Charlie Chan à Broadway
Pour plus de détails, voir Fiche technique et Distribution.
Charlie Chan à Broadway (titre original : Charlie Chan on Broadway) est un film américain réalisé par Eugene Forde, sorti en 1937. 
C'est le quinzième et avant-dernier film de la série « Charlie Chan » avec Warner Oland dans le rôle du détective.

## Synopsis
De retour d'Europe pour servir de témoin dans une affaire policière, Billie Bronson cache un paquet contenant son journal intime dans les bagages de Charlie Chan. Elle est ensuite assassinée dans un night-club, puis un deuxième meurtre a lieu. Entre-temps, le paquet disparait.

## Fiche technique
- Titre original : Charlie Chan on Broadway
- Titre français : Charlie Chan à Broadway
- Réalisation : Eugene Forde
- Scénario : Charles Belden et Jerome Cady ; Art Arthur, Robert Ellis et Helen Logan (histoire originale), d'après l'œuvre d'Earl Derr Biggers
- Direction artistique : Lewis Greber
- Costumes : Herschel McCoy
- Photographie : Harry Jackson
- Montage : Alfred DeGaetano
- Musique originale : Samuel Kaylin (non crédité)
- Société de production : 20th Century Fox Film Corporation
- Pays de production :  États-Unis
- Langue : anglais
- Format : Noir et blanc - 35 mm - 1,37:1 - Mono
- Genre : policier
- Durée : 68 minutes
- Date de sortie : 
  - États-Unis : 18 septembre 1937 (Los Angeles, première) ; 19 septembre 1937 (New York)
  - {France : 30 mars 1938

## Distribution
- Warner Oland : Charlie Chan
- Keye Luke : Lee Chan
- Joan Marsh : Joan Wendall
- J. Edward Bromberg : Murdoch
- Douglas Fowley : Johnny Burke
- Harold Huber : inspecteur Nelson
- Donald Woods : Speed Patten
- Louise Henry : Billie Bronson
- Joan Woodbury : Marie Collins
- Leon Ames : Buzz Moran
- Marc Lawrence : Thomas Mitchell
- Toshia Mori : Ling Tse
- Charles Williams : Meeker
- Eugene Borden : Louie

Parmi les acteurs non crédités : 
- Lon Chaney Jr.
- Creighton Hale